# Mount Blanchard
Mount Blanchard – wieś w Stanach Zjednoczonych, w stanie Ohio, w hrabstwie Hancock.